# 先鋒攀登
先鋒攀登（英語：Lead Climbing; Leading），又稱領攀或先攀，是一種攀登的型態，在攀岩、冰攀、登山等各種技術攀登活動，於攀登路線上尚未架設確保安全的繩索時，由另一人在下方確保，攀登者在身上綑綁攀登繩攀上路線，即是先鋒攀登。如由多於一人組成攀登繩隊，成員的其中一人擔任先鋒，攀登完成路線架設安全繩後，繩隊其他成員接著再跟隨爬上路線稱為「隨攀」或「跟攀」（following; second）。另一方面，相對於先鋒攀登，攀登路線上已先架好確保繩索的攀登，稱為頂繩攀登。而成為室內體育項目的則是攀登競賽三大項目中以先鋒攀登的形式進行的一種比賽項目，稱為先鋒賽，也稱為難度賽或難度攀登，在2020年東京奧運成為首次在奧運登場的運動攀登綜合三項競賽中其中的一個項目。

## 程序

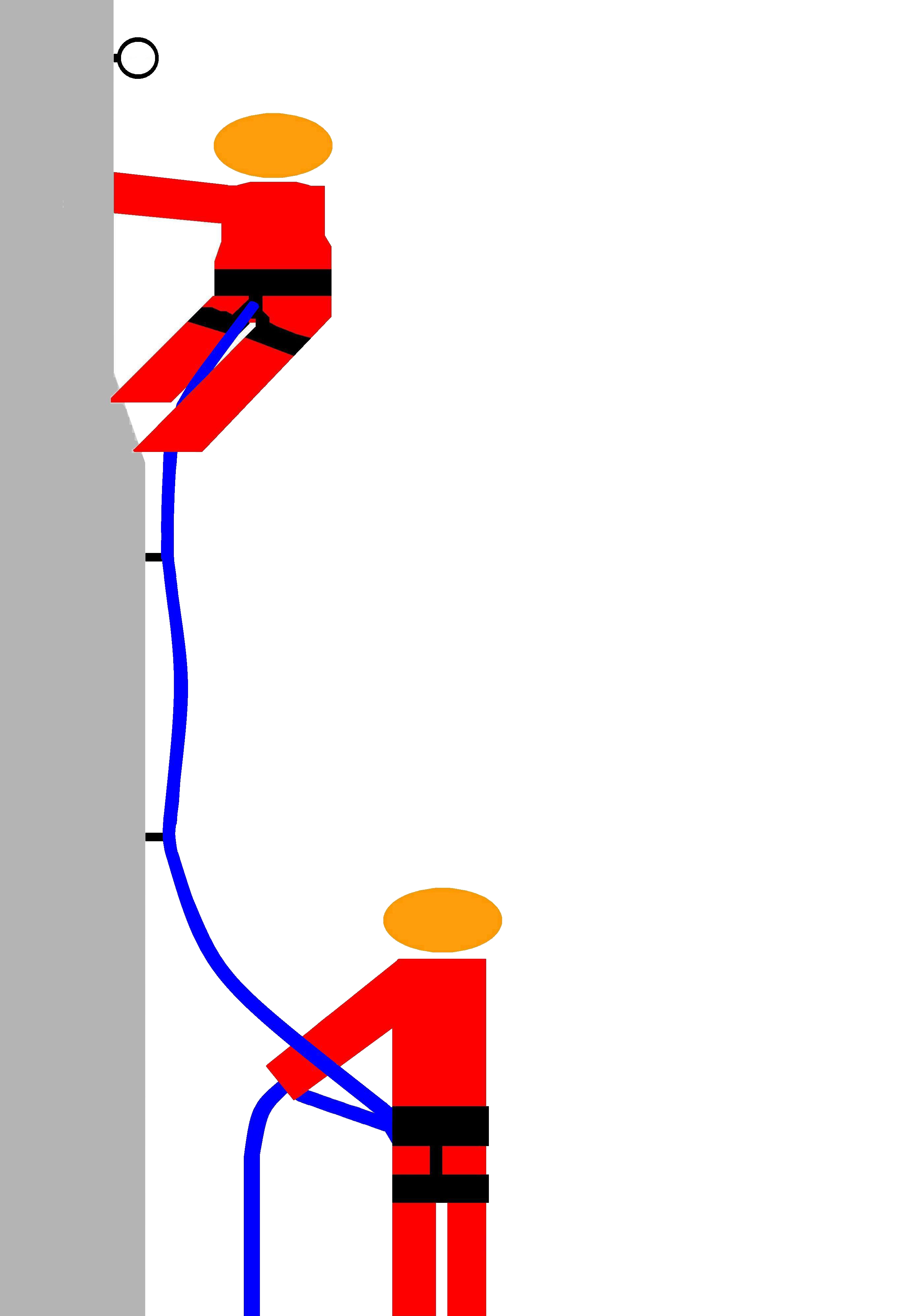
先鋒攀登程序示意圖：上方的攀登者即為先鋒攀登，下方的另一人為確保者，先攀者依序將攀登繩（藍色）扣入攀登壁上的固定點（黑色短線）

1. 攀登者與確保者（英语：Belayer）皆穿戴好攀登吊帶（英语：Climbing harness），並綁好攀登繩（英语：Climbing rope），攀登繩扣入正確安裝在確保者身上的確保器（英语：Belay device）
2. 攀登者攀上攀登壁（岩壁、冰壁、陡峭山壁、人工岩壁等）一段適當距離（依攀登者所選擇的自由攀登（英语：Free climbing）、人工攀登（英语：Aid climbing）、高山攀登（英语：Alpine climbing）、冰攀、混攀（英语：Mixed climbing）等攀登形式），然後暫時停下，確保者依攀登者行進的進度適當給出攀登繩（給繩），確保者必須隨時注意攀登者，如果發生墜落，在攀登繩扣入第一個固定點之前可以使用抱石確保（英语：Spotting (climbing)），已有扣入固定點之後必須適當操作確保器以止住其跌勢以免墜地或撞擊攀登壁或承受過大衝擊
3. 攀登者在暫停處將攀登繩扣上固定點：
  - 安裝固定點（英语：Climbing protection）（又稱「支點」、「保護點」，此步驟在事先已有安裝固定點的運動攀登時可省略）
  - 攀登者將鉤環（英语：Carabiner）或快扣的一端扣入（剛才安裝的）固定點（此步驟在固定點上已安裝鉤環或快扣時可省略，例如攀登競賽的先鋒賽、粉紅點攀登（英语：Glossary_of_climbing_terms#pinkpoint）等場合）
  - 攀登者將攀登繩扣入鉤環或快扣的另一端
  - 繼續攀登
4. 重複前述2–3兩步驟，直到完成此段路線（登頂；或抵達下一個錨樁（英语：Anchor (climbing)）或確保站（英语：Glossary_of_climbing_terms#belay station））；在繩隊攀登的場合，先攀者自我固定好在確保站，安裝好攀登繩，確保其他隊員上攀

## 比賽

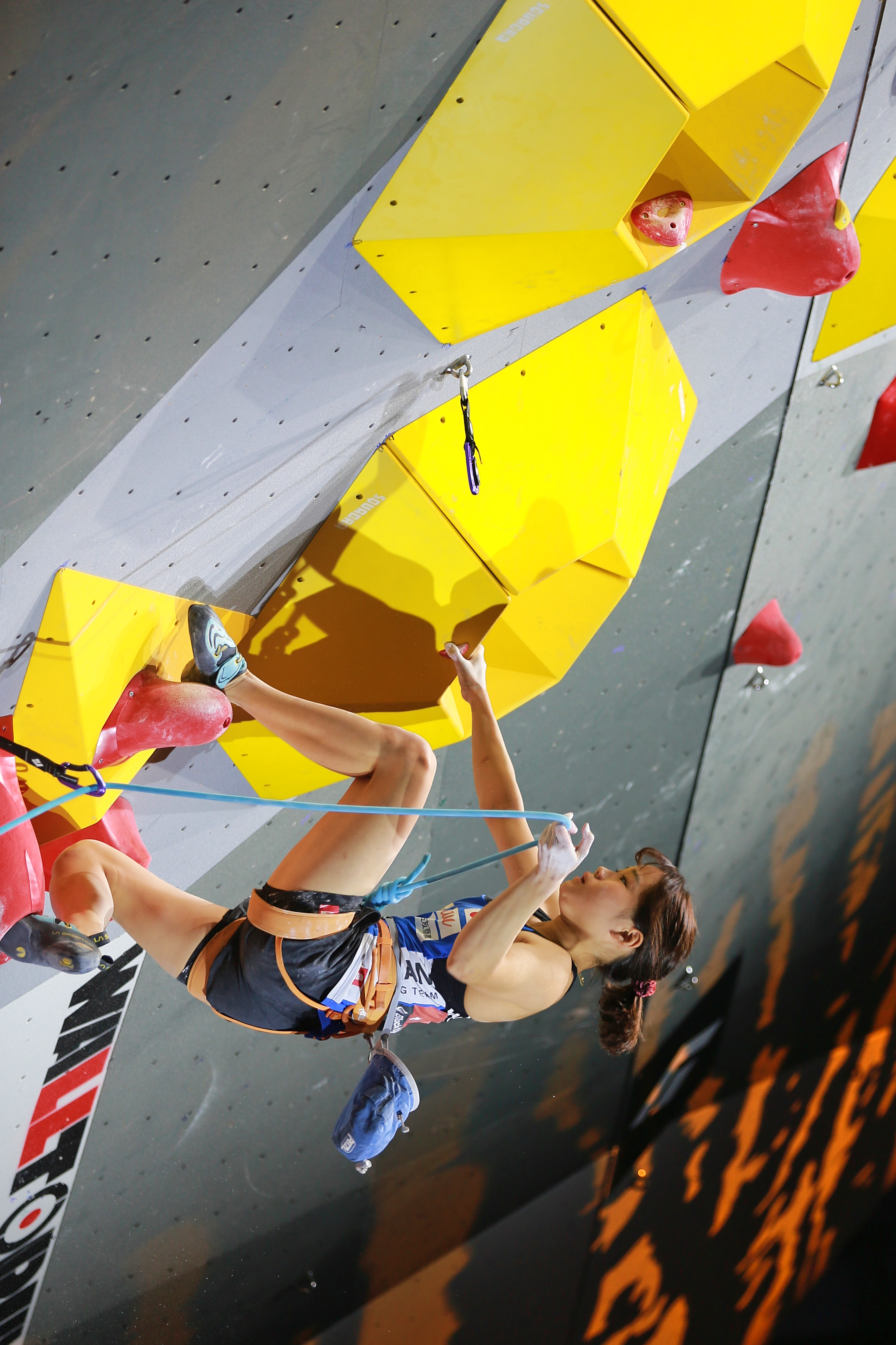
日本選手小武芽生。

運動攀登的攀登競賽三大項目中以先鋒攀登的形式進行的一種比賽項目，稱為先鋒賽，也稱為難度賽或難度攀登，是世錦賽的正式項目，亦是混合賽的末項比賽。先鋒賽賽道之岩壁垂直高度須至少有12公尺，寬度至少3公尺的人工岩壁上，比賽路線設計長度至少15公尺，限時為6分鐘，只進行一場比賽，選手需要在限時內不斷向上攀登，只得一次嘗試機會，跌下便完結。由於難度賽的輔助物較少及刁鑽，因此與抱石一樣非常考驗選手的韌力和技術。選手上升時需要不斷把繩索懸掛在牆上的扣中。選手不斷上升時會由不同的計分點，較高者為先，若選手成功攀至頂點，則取花費時間較少者為勝。若出現同分（即多於一名選手在到達同一個計分點跌下），初賽中便會視為同分，決賽則會視初賽成績較佳者為先。
難度攀登，顧名思義其難度極高，並且不斷向上攀爬，參賽者必須做足安全措施，以防止失足跌下。此外，選手在比賽中亦需要在空中滯留的技巧，以換取短暫的歇息時間來緩和乳酸。原本規畫難度攀登與抱石一同成為2020年東京奧運會的比賽項目，而實際比賽時更改為先鋒賽、抱石賽、速度賽等綜合三項。